# Carta blanca (programa de Canal Nou)
|  | Aquest article tracta sobre el programa de Canal Nou. Vegeu-ne altres significats a «Carta blanca (desambiguació)». |

Carta blanca va ser un programa de debat emès per Canal Nou entre els anys 1992 i 1996. S'emetia en directe la nit de divendres i estava dirigit i moderat pel periodista Josep Ramon Lluch, qui havia estat director del setmanari El Temps i cap de programes de Ràdio Nou. El seu origen és el programa La vida en un xip de TV3, del qual en comprà els drets el llavors director de la RTVV, Amadeu Fabregat.
Cada edició estava dedicada a un tema distint, que era debatut pels convidats, i posteriorment es donava la paraula al públic assistent, que tenia un paper destacat en el desenvolupament del programa. Els espectadors també podien telefonar des de casa i participar en directe o deixar la seua opinió. Les opiniones deixades pels espectadors a la centraleta eren llegides en una secció presentada per Amàlia Garrigós.
Amb convidats i temes polèmics i d'interès general (es van dedicar programes a temes com el servei militar, l'homosexualitat, les dones i homes transsexuals, els extraterrestres, els vidents o la droga), Carta blanca es va convertir en un dels espais més populars i amb més audiència del canal valencià i va servir de plataforma a personatges com el pare Apel·les, Manuela Trasobares, Bienvenida Pérez o Juan Adriansens. El 1997 va canviar el nom per Parle vosté, calle vosté, i es va mantenir en antena, amb el mateix format, dues temporades més (fins al 1998).